# Steve Bloomer
Stephen Bloomer, detto Steve (Cardley, 9 gennaio 1874 – Derby, 16 aprile 1938), è stato un allenatore di calcio, giocatore di baseball e calciatore inglese, di ruolo attaccante.
È stato il più prolifico realizzatore inglese dell'anteguerra e il secondo di tutti i tempi nel campionato inglese, dopo Jimmy Greaves, con 317 gol in 536 partite di campionato, con le maglie del Derby County e del Middlesbrough. Nelle annate 1896, 1897 e 1901 è stato inoltre il miglior marcatore mondiale.

## Biografia
Oltre a essere un calciatore fu anche un giocatore di baseball, vincendo negli anni '90 del XIX secolo per tre volte il titolo britannico. Fu anche un giocatore dilettante di cricket.
Nel 1914 emigrò in Germania per allenare una squadra di Berlino e durante la guerra fu internato in un campo prigionieri per civili. Organizzò insieme ad altri giocatori professionistici presenti una serie di tornei di calcio (e anche di cricket).

## Caratteristiche tecniche

### Giocatore
Bloomer era un attaccante veloce, in grado di tirare con entrambi i piedi. La sua specialità era il daisy cutter, un tiro basso, effettuato con grande potenza, velocità e precisione.

## Carriera

### Giocatore

#### Club
Iniziò a giocare nel Derby County (squadra nella quale aveva militato già il padre) nel 1892, a 18 anni. Con la squadra della città dove crebbe vinse ben 5 premi di capocannoniere del campionato (1896, 1897, 1899, 1901 e 1904), che rappresenta ancor oggi un record imbattuto. Tuttavia con il Derby County non riuscì mai a vincere nessun titolo, arrivando due volte consecutive alla finale di FA Cup (1898 e 1899).
Nel 1906 passò al Middlesbrough per la cifra di 750 sterline.
Tornato al Derby County in Second Division nel 1910, contribuì alla promozione del 1912, arrivando a giocare l'ultima partita della carriera a 40 anni e 11 giorni in First Division. Nell'ultimo campionato prima dello scoppio della prima guerra mondiale la squadra venne retrocessa.

#### Nazionale
Esordì in Nazionale nel 1895, e nelle prime 10 partite segnò 19 reti.
Nel 1907 chiuse la sua carriera in Nazionale nella quale totalizzò 29 reti in 23 partite, l'ultima dei quali nella sua ultima partita contro la Scozia.
In Nazionale ha vinto per 8 volte il British Home Championship.

### Allenatore
Nel 1924 guidò la squadra spagnola del Real Unión alla vittoria della Copa del Rey contro il Barcellona.

## Statistiche

### Presenze e reti nei club
| Stagione             | Squadra              | Campionato           | Campionato | Campionato | Coppe nazionali | Coppe nazionali | Coppe nazionali | Coppe continentali | Coppe continentali | Coppe continentali | altre coppe | altre coppe | altre coppe | Totale | Totale |
| Stagione             | Squadra              | Comp                 | Pres       | Reti       | Comp            | Pres            | Reti            | Comp               | Pres               | Reti               | Comp        | Pres        | Reti        | Pres   | Reti   |
| -------------------- | -------------------- | -------------------- | ---------- | ---------- | --------------- | --------------- | --------------- | ------------------ | ------------------ | ------------------ | ----------- | ----------- | ----------- | ------ | ------ |
| 1892-1893            | Derby County         | FD                   | 28         | 11         | FACup           | -               | -               | -                  | -                  | -                  | -           | -           | -           | 28     | 11     |
| 1893-1894            | Derby County         | FD                   | 25         | 19         | FACup           | 2               | 0               | -                  | -                  | -                  | -           | -           | -           | 27     | 19     |
| 1894-1895            | Derby County         | FD                   | 30         | 11         | FACup           | 1               | 0               | -                  | -                  | -                  | -           | -           | -           | 31     | 11     |
| 1895-1896            | Derby County         | FD                   | 25         | 22         | FACup           | 5               | 5               | -                  | -                  | -                  | -           | -           | -           | 30     | 27     |
| 1896-1897            | Derby County         | FD                   | 29         | 24         | FACup           | 4               | 7               | -                  | -                  | -                  | -           | -           | -           | 33     | 31     |
| 1897-1898            | Derby County         | FD                   | 23         | 15         | FACup           | 3               | 5               | -                  | -                  | -                  | -           | -           | -           | 26     | 20     |
| 1898-1899            | Derby County         | FD                   | 28         | 24         | FACup           | 5               | 6               | -                  | -                  | -                  | -           | -           | -           | 33     | 30     |
| 1899-1900            | Derby County         | FD                   | 28         | 19         | FACup           | 2               | 0               | -                  | -                  | -                  | -           | -           | -           | 30     | 19     |
| 1900-1901            | Derby County         | FD                   | 27         | 24         | FACup           | 1               | 0               | -                  | -                  | -                  | -           | -           | -           | 28     | 24     |
| 1901-1902            | Derby County         | FD                   | 29         | 15         | FACup           | 7               | 3               | -                  | -                  | -                  | -           | -           | -           | 36     | 18     |
| 1902-1903            | Derby County         | FD                   | 24         | 12         | FACup           | 2               | 1               | -                  | -                  | -                  | -           | -           | -           | 26     | 13     |
| 1903-1904            | Derby County         | FD                   | 29         | 20         | FACup           | 6               | 5               | -                  | -                  | -                  | -           | -           | -           | 35     | 25     |
| 1904-1905            | Derby County         | FD                   | 29         | 13         | FACup           | 1               | 0               | -                  | -                  | -                  | -           | -           | -           | 30     | 13     |
| 1905-mar. 1906       | Derby County         | FD                   | 23         | 12         | FACup           | 3               | 0               | -                  | -                  | -                  | -           | -           | -           | 26     | 12     |
| mar.-giu. 1906       | Middlesbrough        | FD                   | 9          | 6          | FACup           | -               | -               | -                  | -                  | -                  | -           | -           | -           | 9      | 6      |
| 1906-1907            | Middlesbrough        | FD                   | 34         | 18         | FACup           | 2               | 2               | -                  | -                  | -                  | -           | -           | -           | 36     | 20     |
| 1907-1908            | Middlesbrough        | FD                   | 34         | 12         | FACup           | 1               | 0               | -                  | -                  | -                  | -           | -           | -           | 35     | 12     |
| 1908-1909            | Middlesbrough        | FD                   | 28         | 14         | FACup           | -               | -               | -                  | -                  | -                  | -           | -           | -           | 28     | 14     |
| 1909-1910            | Middlesbrough        | FD                   | 20         | 9          | FACup           | 2               | 1               | -                  | -                  | -                  | -           | -           | -           | 22     | 10     |
| Totale Middlesbrough | Totale Middlesbrough | Totale Middlesbrough | 125        | 59         |                 | 5               | 3               |                    | -                  | -                  |             | -           | -           | 130    | 62     |
| 1910-1911            | Derby County         | SD                   | 28         | 20         | FACup           | 4               | 4               | -                  | -                  | -                  | -           | -           | -           | 32     | 24     |
| 1911-1912            | Derby County         | SD                   | 36         | 18         | FACup           | 2               | 1               | -                  | -                  | -                  | -           | -           | -           | 38     | 19     |
| 1912-1913            | Derby County         | FD                   | 29         | 13         | FACup           | 1               | 1               | -                  | -                  | -                  | -           | -           | -           | 30     | 14     |
| 1913-1914            | Derby County         | FD                   | 5          | 2          | FACup           | 1               | 0               | -                  | -                  | -                  | -           | -           | -           | 6      | 2      |
| Totale Derby County  | Totale Derby County  | Totale Derby County  | 475        | 294        |                 | 57              | 38              |                    | -                  | -                  |             | -           | -           | 532    | 332    |
| Totale carriera      | Totale carriera      | Totale carriera      | 600        | 353        |                 | 62              | 41              |                    | -                  | -                  |             | -           | -           | 662    | 394    |

## Palmarès

### Giocatore

#### Competizioni nazionali
- Second Division: 1

Derby County: 1911-1912

### Allenatore

#### Competizioni nazionali
- Coppa di Spagna: 1

Real Unión: 1923-1924